# Hans Jacobs
Pour les articles homonymes, voir Jacobs.
Hans Jacobs, né le 30 avril 1907 à Hambourg et mort le 24 octobre 1994 à Siegen, est un concepteur allemand de planeurs et pionnier du vol à voile.
Il a été formé à la conception de planeurs par Alexander Lippisch, qui avait conçu de nombreux planeurs dans les années 1920 et 1930. En tant que responsable de la Deutsche Forschungsanstalt für Segelflug (Institut de recherche allemand pour le vol en planeur) à Darmstadt, durant les années qui ont précédé la Seconde Guerre mondiale, il est responsable de plusieurs projets très réussis, notamment les DFS Rhönsperber, DFS Rhönadler, DFS Habicht, DFS Weihe, DFS Kranich, DFS Olympia Meise et le planeur d’assaut DFS 230.

## Biographie
Fils d'un capitaine de bateau, Jacobs naît à Hambourg le 30 avril 1907. Il apprend la construction navale avant d'étudier à l'école technique supérieure de Hambourg, où il obtient un diplôme d'ingénieur en construction navale. 
En 1927, il s'inscrit à la Rhön-Rossitten-Gesellschaft (RRG) et à la section conception, animée par Alexander Lippisch, qui construit son premier planeur en 1930. 
En 1932, Jacobs écrit un ouvrage fondamental sur la conception des planeurs, Werkstattpraxis für den Bau von Gleit und Segelflugzeugen (Atelier pratique pour la construction de planeurs). Réédité plusieurs fois, cet ouvrage « était et reste le livre de référence » de la construction de planeurs en bois et en toile. La Vintage Sailplane Association a publié, en juillet 2016, une traduction anglaise de cet ouvrage. 
En 1933, le RRG est dissous, et la partie vols intégrée aux jeunesses hitlériennes. La section conception et recherche devient le DFS, que Jacobs rejoint en 1935 pour prendre la direction du département vol à voile. En 1936, Hans Jacobs construit le Sperber Junior pour l'aviatrice Hanna Reitsch. 
En 1935, Hans conçoit un planeur-hydravion, le DFS Seeadler, testé par Hanna Reitsch. L'année suivante, il développe un type d'aérofrein pour planeur sortant à l'intrados et l'extrados de l'aile. 
En 1951, à la fin de l'occupation alliée et de l'interdiction frappant l'aviation allemande, Jacobs conçoit et commercialise une version améliorée et sensiblement différente du Kranich. Il meurt à Siegen le 24 octobre 1994, à l'âge de 87 ans. 

## Planeurs dessinés par Jacob
Données issues de "Sailplanes 1920-1945" 
- Hols der Teufel (1928-9)
- Poppenhausen (1929)
- Rhönadler (1932)
- Rhönbussard (1933)
- Rhönsperber (1935)
- Kranich (1935)
- Sperber Senior (1936)
- Sperber Junior (1936)
- Habicht (1936)
- Seeadler (1936)
- Reiher (1937)
- DFS 230 (1937)
- Weihe (1938)
- Meise (Olympia) (1939)
- DFS 331 (1942)
- Kranich 3 (1952)